# Uliànovka (Baixkíria)
|  | Per a altres significats, vegeu «Uliànovka». |

Uliànovka (en rus: Ульяновка) és un poble de Baixkíria, a Rússia, que en el cens del 2010 tenia 9 habitants. Pertany al districte de Iermolàievo.